# Kim Kielsen
Kim Kielsen (Groenlândia, 30 de novembro de 1966) é um político groenlandês. Foi chefe do Governo Regional da Groenlândia (em groenlandês/gronelandês:  Naalakkersuisut siulittaasuat; em dinamarquês:  Landsstyreformand) em 2014-2021, e líder do partido Avante (Siumut) em 2014-2020.